# منعكس إفراز الحليب المترافق بالانزعاج
منعكس إفراز الحليب المترافق بالانزعاج (بالإنجليزية: Dysphoric milk ejection reflex، اختصاراً: D-MER) هو شذوذ في آلية إفراز الحليب عند النساء المرضعات، تختبر النساء اللواتي يعانينَ من هذا المنعكس فترة وجيزة من الانزعاج مباشرةً قبل إفراز الحليب.

## الأعراض
تعاني المرأة المرضعة المصابة من فترة قصيرة من الانزعاج قُبيل إطلاق الحليب، لا تستمر الحالة أكثر من عدّة دقائق، قد تتكرّر مع كل رضعة أو فقط عند إفراز الحليب الأولي في كل وجبة، يظهر الانعكاس كتوتر نفسي، لكنّه قد يترافق مع اضطراب في وَهدة المعدة، يشمل الاضطراب التي تشعر به المرأة طيفًا واسعًا من المشاعر المختلفة غير المحببة، والتي تتراوح بين الاكتئاب والقلق والغضب، وتختلف شدّتها من امرأة إلى أخرى.

### الطيف والشدة
تختبر النساء المصابات بمنعكس إفراز الحليب المترافق بالانزعاج مجموعة واسعة من المشاعر السلبية، والتي تسمّى بطيف منعكس إفراز الحليب المترافق بالانزعاج، تُقسَم هذه المشاعر إلى ثلاث فئات رئيسيّة: الاكتئاب، والقلق، والعدوانيّة، والتي قد تختلف شدتها دون تغيّر نوع العاطفة، قد تعاني المرأة من الشعور بالاكتئاب، والذي قد يتراوح من شعور معتدل بالحنين أو الحزن إلى مشاعر أكثر حدّة من اليأس وبغض الذات. وبالمثل، تختلف شدّة القلق من الأرق المعتدل إلى الذعر الشديد والرُهاب. قد يتراوح الغضب -وهو الأقل احتمالًا بين الثلاثة-من التوتّر إلى مشاعر أكثر حدّة مثل العدوانية والعنف.

## الآلية
الآلية الدقيقة غير واضحة حتى الآن، قد ينخفض الدوبامين بشكل غير مناسب عند بدء إدرار الحليب، مسبّباً هذه المشاعر السلبيّة، يشترك كل من الأوكسايتوسين والبرولاكتين والدوبامين في عملية إنتاج وتحرير الحليب، يُفرَز البرولاكتين بشكل نبضي أودفقات من الغدّة النخاميّة الخلفيّة، استجابةً لمجموعة واسعة من المنبّهات مثل تنبيه الحلمة أو المنطقة حولها، أو التفكير بالطفل أو بالرضاعة الطبيعيّة، أو امتلاء الثديين الزائد، يسري البرولاكتين عبر مجرى الدم وداخل الدماغ، مسبّباً تغيّرات مزاجيّة في الدماغ، وإطلاق الحليب من الثدي، يُفرَز البرولاكتين بشكل تدريجي ليزيد بشكل كبير عند بداية الإرضاع، وهو المسؤول عن إنتاج الحليب، يثبِّط الدوبامين تحرير البرولاكتين لذلك تنخفض مستويات الدوبامين عند ترتفع مستويات البرولاكتين، يقترح البعض أنّ انخفاض مستويات الدوبامين الضرورية يرافقها ارتفاع مماثل ومواقت( أي في الوقت نفسه) في تركيز الأكسيتوسين، لكنّ هذه المعادلة تختلف عند النساء المصابات ب« دي إم إي آر»، إذ إما ينخفض بشكل كبير جداً أو بشكل مختلف، مسبّباً هذه المشاعر السلبية المرافقة للإرضاع، هذه الآلية مفترضة وغير مثبتة بعد، ولكنّ المعروف والمثبت أن دعم مستويات الدوبامين لدى النساء المصابات يحسّن الأعراض ولو لبعض الوقت.

## مفاهيم خاطئة
- منعكس إفراز الحليب المترافق بالانزعاج ليست استجابة نفسية للرضاعة الطبيعية، إذ وجدت أدلة أنه رد فعل فيزيولوجي أكثر من كونه رد فعل نفسي.[4]
- منعكس إفراز الحليب المترافق بالانزعاج ليس غثيانًا مترافقًا بمشاعر هبوط المزاج، وليس أي مظهر جسدي معزول مرافق لهبوط المزاج (كالشرى أو الصداع أو العطش)، قد تعاني بعض الأمهات المصابات أيضًا من اضطراب في المعدة قد يسبّب نفورًا من الطعام والماء، لكنّ لمنعكس إفراز الحليب المترافق بالانزعاج دوماً آثار عاطفية.[5]
- يختلف عن اكتئاب ما بعد الولادة أو اضطراب المزاج بعد الولادة. يمكن أن تُصاب الأم بـمنعكس إفراز الحليب المترافق بالانزعاج واكتئاب ما بعد الولادة، لكنّهما حالتان منفصلتان ولهما خطط علاجيّة مختلفة، ولم تذكر أغلب النساء المصابات بمنعكس إفراز الحليب المترافق بالانزعاج أي اضطرابات مزاجية أخرى.[6]
- يختلف منعكس إفراز الحليب المترافق بالانزعاج عن النفور من الإرضاع، والذي يحدث عند اللواتي يُرضعن صغارهن أثناء الحمل، ويحدث النفور فورَ ملامسة حلمة الثدي أثناء الإرضاع، بينما يُحَثّ منعكس إفراز الحليب المترافق بالانزعاج من منعكس إدرار الحليب، وأحيانًا بعد دقائق من ملامسة الطفل للحلمة.[7]

## تدبير الحالة
قد يساعد أي شيء يحفّز إفراز مستوى الدوبامين ويزيد مستواه في التعامل مع هذه الحالة. وتوجد مجموعة متنوعة من الأطعمة والأدوية العشبية والوصفات الطبية التي تساعد في ذلك، لكنّ بعضها لا يناسب حالة الأم المرضعة، ولا يوجد اليوم علاج معتمد طبيّاً للمنعكس، ولا يتطلب المنعكس العلاج غالبًا.

### الدعم النفسي والتقدير العاطفي
العلاجات الأكثر فعالية هي الوعي بالحالة وتفهّم المشكلة، أفادت الكثير من الأمهات المصابات أن حالتهن كانت أسوأ قبل معرفة مشكلتهن، وعندما تدرك الأم بأنها ليست الوحيدة التي تعاني من الأعراض، وأنه رد فعل فيزيولوجي لا علاقة لها به، ستبدأ حالتها على الأرجح بالتحسّن، لذلك يجب تكريس الجهود لتوعية النساء به.
أصبح منعكس إفراز الحليب المترافق بالانزعاج موضوعًا شائعًا للنقاش في العروض التقديمية وحلقات البحث في الولايات المتحدّة، وأوروبا، وأستراليا، ويمكن قراءة معلومات عن الحالة على موقع D-MER.org، ويمكن إيجاد عروض تقديميّة على اليوتيوب، ومجموعات على فيسبوك وصفحات ترسل روابط آخر المعلومات عن المنعكس إلى الأعضاء المشتركين فيها.

## التعريف والتوصيف
جاءت أول إشارة موثَّقة إلى وجود رد فعل عاطفي سلبي هرموني أثناء الرضاعة الطبيعية في منتدى على الإنترنت في شهر يونيو عام 2004. قبل إطلاق موقع D-MER.org، كانت هذه الظاهرة غير معروفة وغير مسمّاة، ويسيء الجميع فهمها ونادراً ما تُذكَر. أطلقت «أليا ماكرينا هايس» هذا المصطلح لأول مرّة عام 2007، ووصفت الظاهرة لمختصي الرضاعة. عمل فريق من مستشاري الرضاعة برئاسة ديان ويسنغر، باستشارة الأطباء ذوي الخبرة بالموضوع، في عام 2008 على بحث أولي لفهم منعكس إفراز الحليب المترافق بالانزعاج بصورة أفضل، وبعد نشر أول دراسة، أصبحت الحالة معروفة على نطاق واسع لدى المختصّين في مجال الرعاية الصحيّة.

## الوعي المجتمعي
ذُكرَ المنعكس في العديد من النصوص التي تتناول الرضاعة الطبيعية وكتب المساعدة الذاتية منذ عام 2010، ويتزايد الوعي بهذه الحالة بشكل مطّرد على الإنترنت وضمن المجتمع الطبي. يمكن الاطلاع على المعلومات في الأخبار وعلى المدوّنات، وعلى مواقع التواصل الاجتماعي. ولكن حتى مارس من عام 2014، لم توجد دراسات بحثية علمية لدعم الفرضية القائلة بأن سببه انخفاض الدوبامين قبل منعكس إطلاق الحليب مباشرةً.